# Torre de la Plata
La Torre de la Plata de Sevilla es una torre octogonal del siglo XII, situada en la calle Santander, que se unía por un paño de la muralla de la ciudad (parte del cual fue derribado en 1821) a la Torre del Oro. 
En tiempos de Alfonso X, era también conocida como torre de los Azacanes.
El acceso a la cámara superior se haría por una escalera central, similar a la de la Torre Blanca (zona de la Macarena), pero se perdió en reformas posteriores al siglo XVI, momento en que se vacía el interior en la zona baja para construir un aljibe 
Presenta un leve recrecimiento durante el periodo cristiano, que se puede apreciar a simple vista
En el siglo XVIII, fue parcialmente ocultada por la construcción de una serie de viviendas según el proyecto del arquitecto italiano Vermondo Resta. Fue restaurada parcialmente en 1992. Se encuentra en un pésimo estado siendo la vegetación la que inunda grandes partes del espacio.
En la actualidad un muro de nuestra época divide un patio adyacente con un aparcamiento, sobre el que en el siglo XVII se situó el Corral de las Herrerías. Hay voluntad para acondicionar este terreno como jardines.[cita requerida]

## Galería de Imágenes
Torre de la Plata, tres vistas desde el interior de los aparcamientos.

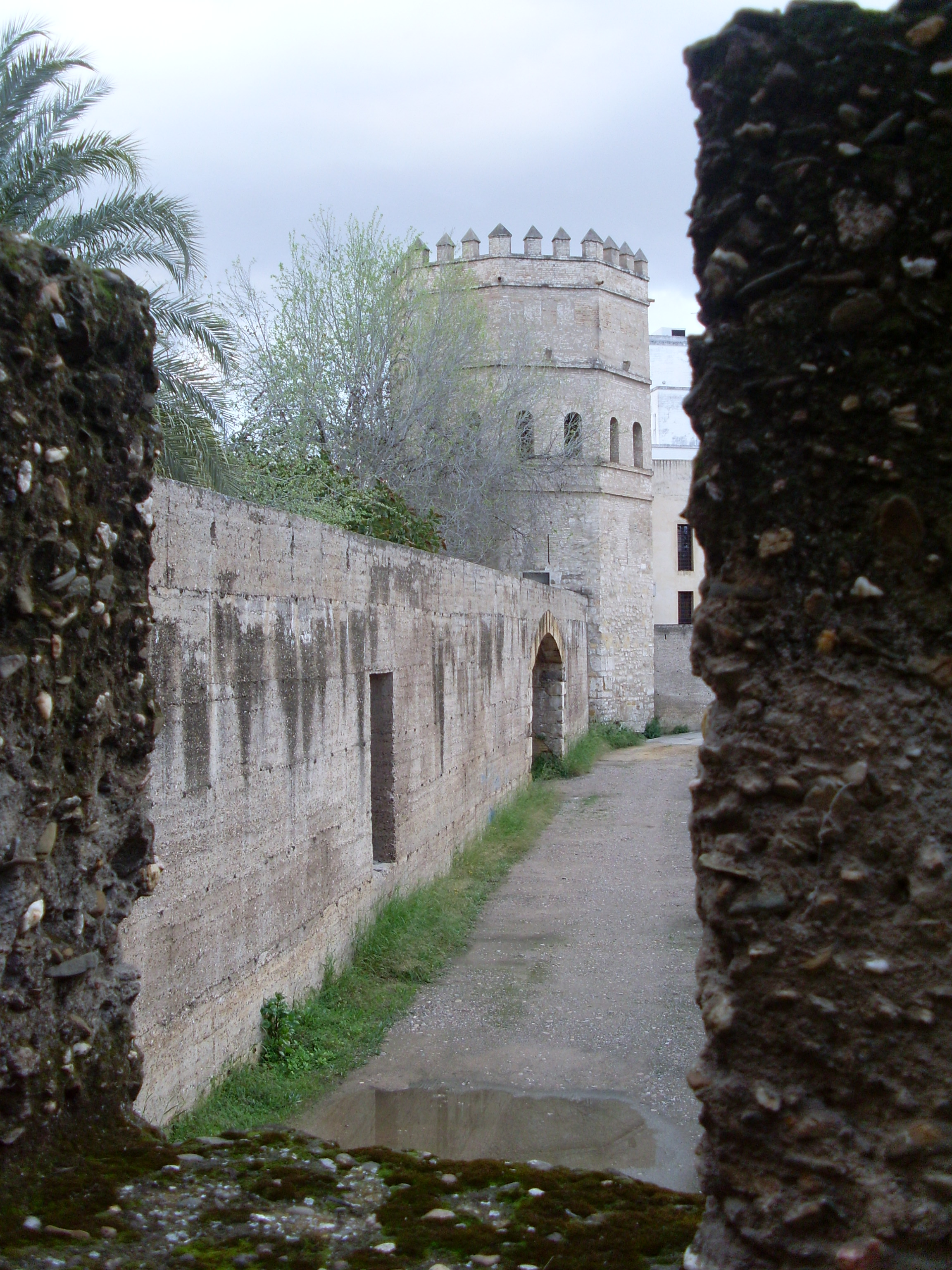
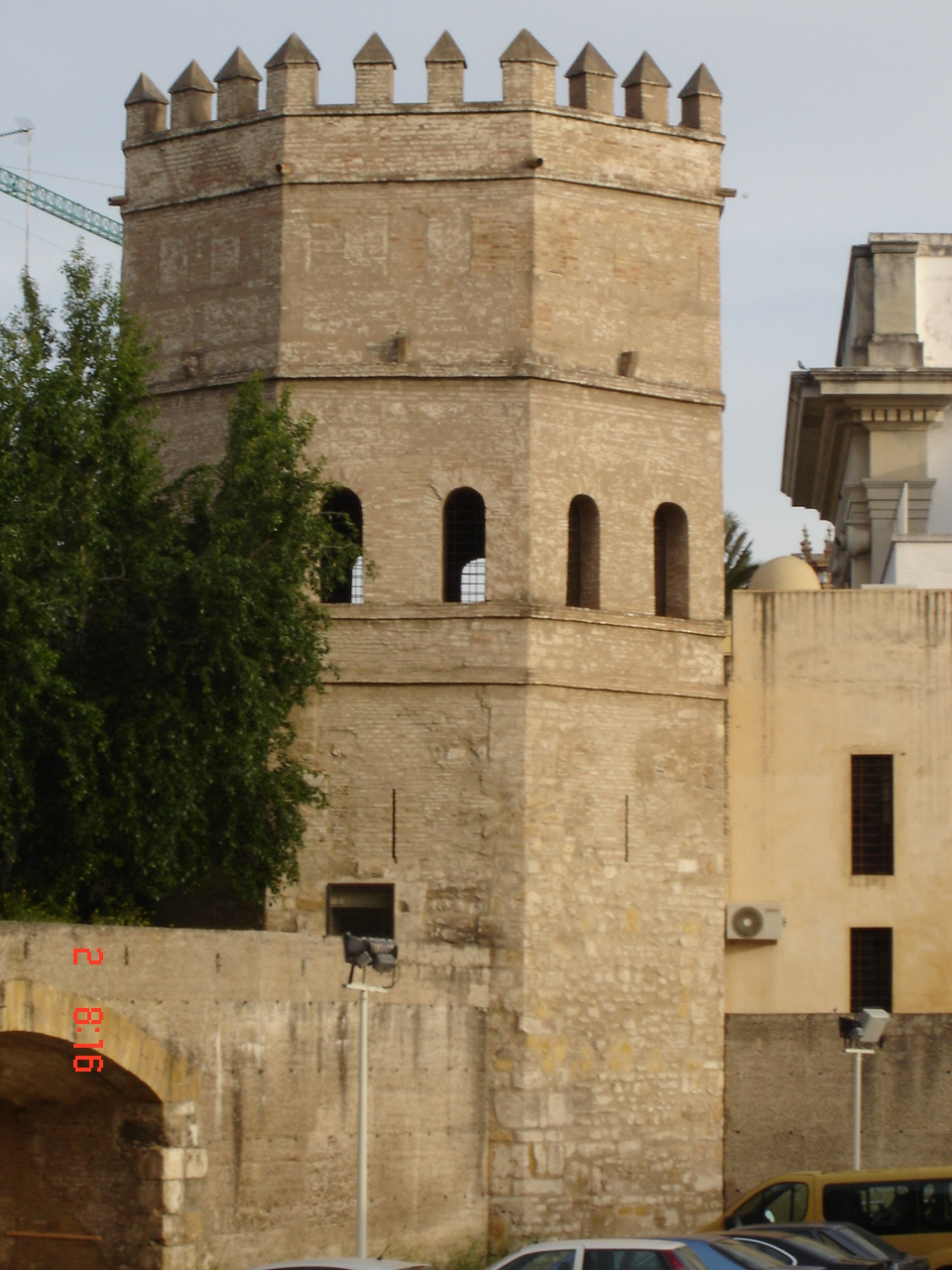
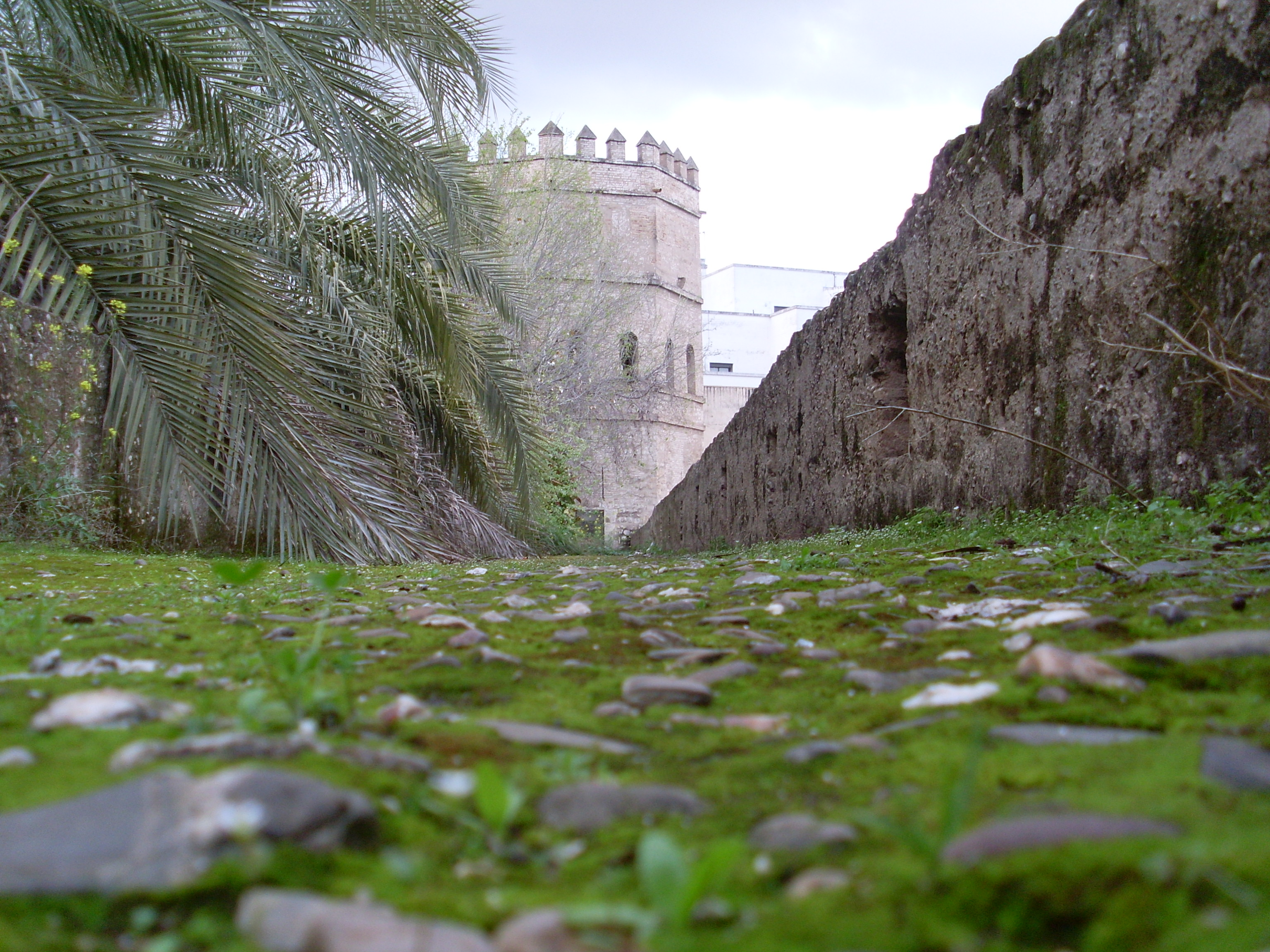